# Papyrus 31
Papyrus 31 (in de nummering van Gregory-Aland) of {\displaystyle {\mathfrak {P}}}31, is een vroege kopie van het Griekse Nieuwe Testament. Het is een manuscript van papyrus van de Romeinen 12:3-8. Op grond van het teksttype wordt het toegewezen aan het eind van de Zevende eeuw. De achterzijde is blanco. Mogelijk was het een amulet, of, zoals Hunt opperde, een lectionarium ter lezing in de kerk.

## Beschrijving
Het is geschreven met middelgrote, enigszins cursieve letters. Het lijkt geschreven te zijn om in de kerk voor te lezen.
De Griekse tekst is een vertegenwoordiger van het Alexandrijnse teksttype. Aland plaatst het in Categorie II. De tekst komt overeen met de Codex Sinaiticus.
Papyrus 31 is gevonden in Egypte en wordt bewaard bij de Rylands Papyri in de John Rylands University Library (Gr. P.4) in Manchester.
- Lijst van Griekse papyri van het Nieuwe Testament
- Bijbelse handschriften
- Tekstkritiek van de Bijbel